# Berthold Zeller
Bertholde Zeller, né le 25 septembre 1848 à Rennes et mort le 31 mars 1899 à Paris 6e, est un historien et écrivain français.

## Biographie
Après de brillantes études au lycée Henri IV, Zeller est entré, en 1868, à l’École normale supérieure de Paris, où il a poursuivi, selon le vœu de son père, lui-même maitre de conférences à ladite École, l’historien Jules Zeller, des études d’histoire. Étudiant en seconde année, à l’avènement de la guerre de 1870, il cumule les fonctions de professeur suppléant au lycée d’Amiens avec celles de garde national. À ce titre, il prend part à la bataille de Dury, le 27 novembre, à la suite de quoi il retourne à l’École préparer l’agrégation d’histoire. Reçu agrégé, il est d’abord envoyé au lycée de Bourges, puis d’Amiens, et enfin à Charlemagne.
En 1874, il est chargé, comme membre, hors cadre, de l’École française d’archéologie, nouvellement fondée, d’une mission scientifique en Italie d’un an, au cours de laquelle il a recherché, dans les archives de Rome, de Venise, mais surtout de Florence, les documents susceptibles d’éclairer l’histoire de France pendant les dernières années du XVIe siècle et les premières années du XVIIe siècle, pour s’attacher à la lecture des relations des nonces et des ambassadeurs florentins et vénitiens à la cour d’Henri IV et de Marie de Médicis. L’abondante moisson de documents inédits concernant les rapports de la France avec la Toscane, au tournant des XVIe et XVIIe siècles, qu’il a rapportée, à l’issue de cette mission a été déterminante dans l’orientation de sa carrière académique. Les précieuses monographies qui en ont résulté, ont montré à quel point l’étude des dépêches et des mémoires provenant des ambassadeurs et des chargés d'affaires représentant le gouvernement italien pouvaient renouveler l’histoire de France.
Retourné comme professeur à Amiens, il en a tiré, en 1877, un premier livre, Henri IV et Marie de Médicis, révélant de nombreuses éléments nouveaux, et qui lui a valu, pour ses débuts, le prix Thérouanne de l’Académie française. L’année suivante, il publie dans le Journal des savants une série d’articles sur la dernière année du connétable de Luynes, prélude à un nouvel ouvrage, Le Connétable de Luynes, Montauban et la Valteline (1879).
En 1876, il est muté au collège Rollin et, l’année suivante, au lycée Charlemagne. En 1880, année de soutenance de ses thèses, sa thèse latine sur la dissolution du traité de Lyon de 1601, qui avait mis fin à la guerre franco-savoyarde de 1600-1601 entre Henri IV et Charles-Emmanuel Ier, duc de Savoie (De dissolutione contracti apud Lugdunum foederis inter Henricum IV et Carolum Emmanuelem I Sabaudiae ducem), élucide un point alors peu connu de l’histoire du règne du Vert Galant. Empruntant à la méthodologie de l’historien prussien Leopold von Ranke, sa thèse française, intitulée Richelieu et les ministres de Louis XIII de 1621 à 1624, la cour, le gouvernement, la diplomatie d’après les archives d’Italie, suit le détail des négociations diplomatiques et des intrigues de cour, sur une période de trois années, pour en démêler l’écheveau souvent compliqué. Les deux tomes de cet ouvrages remporteront le grand prix Gobert de l’Académie française.
Reçu docteur à l’unanimité, il entre, la même année, en Sorbonne comme maitre de conférences, puis professeur-adjoint (1894), chargé de quatre conférences par semaine, préparant à la fois à la licence et à l’agrégation. Désireux d’initier ses étudiants à la connaissance des documents, pour leur inculquer le recours direct aux sources, il entreprend la collection l’Histoire de France racontée par les contemporains. Devenus assez rapidement populaire, ces petits volumes de format et de prix modestes, laissaient le plus souvent possible la parole aux contemporains eux-mêmes en recueillant, de siècle en siècle, les faits essentiels de l’histoire nationale, depuis la Gaule romaine jusqu’à Henri IV, exposés sous forme d’extraits de chroniques et de lettres, liés entre eux par de courts sommaires et illustrés par des reproductions de monuments et de portraits.
Un moment tenté par le roman historique, il a ambitionné de mettre ses connaissances historiques et littéraires à profit pour composer Claude de France (1892), un roman documenté sur la cour du roi Louis XII, d’abord paru en feuilleton dans la Liberté, mais les gendelettres ont jugé que l’excursion hors de l'histoire de ce romancier restait encore trop historienne, et l’expérience n’a pas eu de suite.
Alors qu’il était répétiteur à l’École Polytechnique, et semblait désigné pour y devenir professeur, cet espoir a été déçu. Survenant à une époque où il était déjà fatigué, cette déception a déterminé une longue et pénible maladie nerveuse, qui l’a obligé à renoncer à l’enseignement et au travail pendant des années. Sous les premières coups du cancer qui devait l'emporter, aggravé par la mort subite de son fils, qui l’avait vieilli de vingt ans, il a tenté de reprendre ses cours et ses travaux en complétant son œuvre longtemps interrompue avec quatre volumes : Marie de Médicis et Sully (1892), Marie de Médicis et Villeroy (1897), Marie de Médicis chef du Conseil (1898), enfin un dernier volume Louis XIII, Marie de Médicis, Richelieu ministre (1899), dont il n’a pu que corriger les épreuves.
La nouvelle déception qu’il a éprouvée, lors du concours pour le prix Gobert de l'Académie française, la plus haute récompense que puisse souhaiter un historien, lorsqu’il n’a obtenu que le prix Thérouanne pour la la Minorité de Louis XIII, a été un rude coup pour sa santé déjà fort altérée. Dans deux ou trois dernières années de sa vie, son état de santé s’était de nouveau aggravé. Bientôt incapable de sortir, il a été obligé de s’aliter, puis il s’est lentement affaibli et les derniers mois de son existence n’ont été qu’une longue agonie. Il était, à sa mort, sur le point d’achever la grande entreprise à laquelle il avait voué toute sa vie : une histoire approfondie et vivante de la monarchie française sous la minorité de Louis XIII jusqu’à l’avènement définitif de Richelieu.

## Publications principales

### Ouvrages
- Henri IV et Marie de Médicis : d’après des documents nouveaux tirés des archives de Florence et de Paris, Paris, 1877, x, 366 p., in-8º (OCLC 316768225, lire en ligne).
- Études critiques sur le règne de Louis XIII, t. I. Le Connétable de Luynes, Montauban et la Valteline, d'après les archives d’Italie, Paris, Didier, 1879, 405 p. (lire en ligne).
- Études critiques sur le règne de Louis XIII, t. II. Richelieu et les ministres de Louis XIII de 1621 à 1624. La cour, le gouvernement, la diplomatie, d’après les archives d’Italie, Paris, Hachette, 1880, 381 p. (lire en ligne).
- Solon, Paris, Hachette, 1882, 36 p., in-16.
- Henri IV, Paris, Hachette, 1882, 208 p., in-16 (lire en ligne).
- Richelieu, Paris, Hachette, 1884, 190 p., fig., portr. ; in-16 (lire en ligne sur Gallica).
- La Minorité de Louis XIII : Marie de Médicis et Sully (1610-1612), Paris, 1892 (lire en ligne).
- La Minorité de Louis XIII, Marie de Médicis et Villeroy : étude nouvelle, d’après les documents florentins et vénitiens, Paris, 1897 (lire en ligne).
- Louis XIII, Marie de Médicis, chef du conseil : États généraux. Mariage du roi. Le prince de Condé (1614-1616). Étude nouvelle, d’après les documents florentins et vénitiens, Paris, Hachette, 1898, xii, 398 ; x, 217 p., 2 vol. ; in-8º (lire en ligne).
- Louis XIII, Marie de Médicis, Richelieu ministre : étude nouvelle d'après les documents florentins et vénitiens, Paris, Hachette, 1899, [iii]-x, 217, in-8º (lire en ligne).
- Claude de France (roman historique), Paris, Paul Ollendorff, 1892, 326 p., in-16 (lire en ligne).

### Articles
- « Le Mouvement guisard en 1588 : Catherine de Médicis et la journée des barricades », Revue historique, Paris, vol. 41, no 2,‎ novembre 1889, p. 253-76 (ISSN 0035-3264, lire en ligne, consulté le 10 août 2024).